# Фредерік Тіффельс
Фредерік Тіффельс (нім. Frederik Tiffels; 20 травня 1995, м. Кельн, Німеччина) — німецький хокеїст, лівий нападник. Виступає за Західний Мічиганський університет у чемпіонаті НКАА. 
Вихованець хокейної школи ХК «Крефельд 1981». Виступав за «Маскегон Ламберджекс» (ХЛСШ).
У складі молодіжної збірної Німеччини учасник чемпіонатів світу 2013, 2014 і 2015. У складі юніорської збірної Німеччини учасник чемпіонатів світу 2011 і 2012.
Брат: Домінік Тіффельс.